# Saint-Ébremond-de-Bonfossé
Saint-Ébremond-de-Bonfossé és un municipi francès situat al departament de la Manche i a la regió de Normandia. L'any 2007 tenia 717 habitants.

## Demografia

### Població
El 2007 la població de fet de Saint-Ébremond-de-Bonfossé era de 717 persones. Hi havia 274 famílies de les quals 56 eren unipersonals (16 homes vivint sols i 40 dones vivint soles), 87 parelles sense fills, 123 parelles amb fills i 8 famílies monoparentals amb fills.
La població ha evolucionat segons el següent gràfic:
Habitants censats

### Habitatges
El 2007 hi havia 296 habitatges, 276 eren l'habitatge principal de la família, 6 eren segones residències i 14 estaven desocupats. 291 eren cases i 4 eren apartaments. Dels 276 habitatges principals, 223 estaven ocupats pels seus propietaris, 51 estaven llogats i ocupats pels llogaters i 3 estaven cedits a títol gratuït; 1 tenia una cambra, 9 en tenien dues, 22 en tenien tres, 60 en tenien quatre i 184 en tenien cinc o més. 233 habitatges disposaven pel capbaix d'una plaça de pàrquing. A 106 habitatges hi havia un automòbil i a 159 n'hi havia dos o més.

### Piràmide de població
La piràmide de població per edats i sexe el 2009 era:
| Homes | Edats   | Dones |
| ----- | ------- | ----- |
| 0     | 95 o +  | 0     |
| 0     | 90 a 94 | 0     |
| 4     | 85 a 89 | 8     |
| 4     | 80 a 84 | 0     |
| 8     | 75 a 79 | 4     |
| 8     | 70 a 74 | 20    |
| 12    | 65 a 69 | 12    |
| 12    | 60 a 64 | 12    |
| 12    | 55 a 59 | 12    |
| 36    | 50 a 54 | 20    |
| 40    | 45 a 49 | 32    |
| 36    | 40 a 44 | 36    |
| 20    | 35 a 39 | 32    |
| 20    | 30 a 34 | 12    |
| 16    | 25 a 29 | 16    |
| 20    | 20 a 24 | 28    |
| 44    | 15 a 19 | 20    |
| 24    | 10 a 14 | 24    |
| 24    | 5 a 9   | 12    |
| 8     | 0 a 4   | 12    |

## Economia
El 2007 la població en edat de treballar era de 477 persones, 361 eren actives i 116 eren inactives. De les 361 persones actives 339 estaven ocupades (184 homes i 155 dones) i 23 estaven aturades (7 homes i 16 dones). De les 116 persones inactives 49 estaven jubilades, 41 estaven estudiant i 26 estaven classificades com a «altres inactius».

### Ingressos
El 2009 a Saint-Ébremond-de-Bonfossé hi havia 280 unitats fiscals que integraven 732 persones, la mediana anual d'ingressos fiscals per persona era de 18.143,5 €.

### Activitats econòmiques
Dels 22 establiments que hi havia el 2007, 2 eren d'empreses extractives, 2 d'empreses de fabricació d'altres productes industrials, 7 d'empreses de construcció, 2 d'empreses de comerç i reparació d'automòbils, 3 d'empreses d'hostatgeria i restauració, 1 d'una empresa d'informació i comunicació, 3 d'empreses de serveis i 2 d'empreses classificades com a «altres activitats de serveis».
Dels 8 establiments de servei als particulars que hi havia el 2009, 1 era una fusteria, 1 lampisteria, 3 electricistes, 1 perruqueria, 1 veterinari i 1 restaurant.
L'any 2000 a Saint-Ébremond-de-Bonfossé hi havia 30 explotacions agrícoles que ocupaven un total de 918 hectàrees.

## Equipaments sanitaris i escolars
El 2009 hi havia una escola elemental integrada dins d'un grup escolar amb les comunes properes formant una escola dispersa.

## Poblacions més properes
El següent diagrama mostra les poblacions més properes.